# Pierre Azéma
Pour les articles homonymes, voir Azéma.
Pierre Azéma (en occitan : Pèire Azemà) (né à Montpellier, le 3 janvier 1891 – 20 janvier 1967) est un important écrivain, poète et dramaturge de langue occitane du pays montpelliérain.
Il est inhumé au cimetière Saint-Lazare de Montpellier.

## Biographie
Il a fondé en 1912 le théâtre de la Lauseta. Blessé pendant la Première Guerre mondiale, il a été trépané.
Il a créé les périodiques Lou Gal (1915-1921) et Calendau (1933-1944). Il est devenu en 1929 Majoral du Félibrige. Il est syndic de la maintenance du Languedoc de 1928 à 1948.
Élu de la ville de Montpellier, il a été nommé en 1935 adjoint chargé des questions culturelles. De 1927 à 1956, il a participé à des émissions sur Radio Montpellier.
De 1935 à 1939, il a été capiscòl de l'Escòla dau Paratge. Il a présidé l'Institut d'études occitanes de 1957 à 1959.

## Œuvres
- Jout un balcoun (1911)
- Lou Ciclopa (1926)
- À boulet rouge (1930)
- Outavian Bringuier (1934)
- Charradissas Occitanas sus Radio-Montpellier 1927-1956 (1998)